# Gruppe 2
Die Gruppe 2 oder auch ungenau Spezial-Tourenwagen war eine zwischen den 1960ern und 1981 bestehende seriennahe Wertungsgruppe der Tourenwagen unterhalb der Gruppe 1, deren Reglement von der damaligen FISA, Vorläufer der FIA, im Anhang J des Internationalen Sportgesetzes definiert wurde. Auch die Bezeichnung Verbesserte Serien-Tourenwagen, kürzer auch „Verbesserte Tourenwagen“, war üblich, da die Bezeichnung „Spezial-Tourenwagen“ für die Gruppe 5 in Gebrauch kam.
Erforderlich war eine Stückzahl von tausend Autos, die innerhalb von zwölf Monaten produziert werden mussten. Auch obligatorisch waren vier Sitze, deren Abmessungen im Reglement definiert waren. Bei einem Hubraum bis 700 Kubikzentimeter reichten zwei Sitze. Im Rahmen des historischen Motorsports werden die Regeln der Gruppe auch aktuell noch angewendet. Das Youngtimer Reglement Gruppe 2 kann in Details, insbesondere den Homologationen, vom originalen Reglement abweichen.
Meist wurden und werden die Gruppen 1 und 2 zusammen gewertet. Eigentlich diente die Gruppe 2 aber als Aufnahmegruppe für Gruppe-1-Autos, deren Änderungen über das Erlaubte hinausging, aber noch den Rahmen der Gruppe 2 einhielten. Hierbei war unwesentlich, ob ein Gruppe-2-Homologationsblatt existierte. Darin unterschied sich der Motorsport bis 1981 vom heutigen, wo ein Wagen der Gruppe N nicht einfach im Wagenpass zum zur Gruppe A umgestuft werden darf, wenn keine diesbezügliche Homologation vorliegt.

## Regularien
Der Wortlaut der FISA-Formulierungen ist im Folgenden kursiv wiedergegeben. Ergänzungen wurden vorgenommen, wo es zum Verständnis notwendig ist. Bei trivial erscheinenden Definitionen und Bestimmungen wurde der Text auch gekürzt. Der Originaltext wurde behutsam umformuliert, um das eventuell bestehende Recht Anderer am Text zu wahren.

### Artikel 258 – Begriffsbestimmung
Fahrzeuge der Gruppe 2 sind „[…] in begrenzter Serie hergestellte Wagen, die verbessert werden können mit dem Ziel, sie für den sportlichen Wettbewerb geeigneter zu machen.“ Die erlaubten Änderungen und Ergänzungen führt der Artikel 260 auf. Die Gruppe 2 nimmt außerdem diejenigen Wagen der Gruppe 1 auf, die Ergänzungen oder Änderungen über die zulässigen Grenzen hinaus aufweisen.

### Artikel 259 – Mindest-Herstellung und Anzahl der Plätze
Gruppe-2-Autos mussten in mindestens 1000 Exemplaren gebaut worden sein und mindestens vier Sitzplätze haben, es sei denn, ihr Hubraum war gleich oder weniger als 700 cm². In diesem Fall konnte der Hersteller sie in der zweisitzigen Ausführung liefern.
Die Sitzplatzregelung entspricht der Gruppe 1.

### Artikel 260 – Zulässige Veränderungen und Ergänzungen
Die nachstehende Tabelle ist für die vorgeschriebenen Mindestmasse maßgebend:
- Hubraum bis 500 cm³ → 495 kg
- Hubraum bis 600 cm³ → 535 kg
- Hubraum bis 700 cm³ → 570 kg
- Hubraum bis 850 cm³ → 615 kg
- Hubraum bis 1000 cm³ → 655 kg
- Hubraum bis 1150 cm³ → 690 kg
- Hubraum bis 1300 cm³ → 720 kg
- Hubraum bis 1600 cm³ → 775 kg
- Hubraum bis 2000 cm³ → 845 kg
- Hubraum bis 2500 cm³ → 920 kg
- Hubraum bis 3000 cm³ → 990 kg
- Hubraum bis 3500 cm³ → 1050 kg
- Hubraum bis 4000 cm³ → 1115 kg
- Hubraum bis 4500 cm³ → 1175 kg
- Hubraum bis 5000 cm³ → 1225 kg
- Hubraum bis 5500 cm³ → 1280 kg
- Hubraum bis 6000 cm³ → 1330 kg
- Hubraum bis 6500 cm³ → 1365 kg
- Hubraum bis 7000 cm³ → 1405 kg
- Hubraum bis 7500 cm³ → 1425 kg
- Hubraum bis 8000 cm³ → 1445 kg
- Hubraum über 8000 cm³ → 1530 kg

## Weitere erlaubte Änderungen
Alle für die Wagen der Gruppe 1 erlaubten Änderungen waren für Wagen der Gruppe 2 auch erlaubt. Darüber hinaus waren erlaubt:

### Veränderungen der mechanischen Ursprungteile
Alle Originalteile, die auch alle vorgesehenen Bearbeitungsvorgänge durchlaufen hatten, konnten überarbeitet werden, durften jedoch nicht ausgetauscht werden. Bestimmte Teile, die weiter unten aufgeführt sind, waren ausgenommen, das heißt völlig freigestellt.
Es musste aber möglich sein, die Herkunft der Serienteile zu identifizieren. Es durfte kein Material hinzugefügt werden.

### Motor

#### Zylinderköpfe und Ventile
Ventile, Ventilführungen und Ventilsitze waren beliebig austauschbar. Darüber hinaus waren der oder die Zylinderköpfe durch Wegnehmen von Material bearbeitbar. Die Anzahl der Ventile pro Zylinder durfte allerdings nicht geändert werden. Es war erlaubt, Scheiben unter die Ventilfedern zu legen. Bezüglich der Federn siehe weiter unten.

#### Kraftstoffzufuhr und deren Bauteile
Die Kraftstoffzufuhr, also Vergaser oder Einspritzung, war freigestellt. Eine Direkteinspritzung war nur für solche Motoren zulässig, für die sie in der Serienproduktion vorgesehen war. Das Gleiche galt für jede Art einer Aufladung.
Mit der Formulierung «ursprünglich in der Serienproduktion vorgesehen» war gemeint: Serienmäßiger Einbau in Fahrzeugen, die an Käufer geliefert werden unter Erwähnung im Homologationsblatt oder im Herstellerkatalog.

#### Vergrößerung der Bohrung
Bis zum Grenzwert der Original-Hubraumklasse, in die das Modell gehörte, war das Aufbohren oder der Austausch der Zylinderbuchsen erlaubt.

#### Auspuffsammler, Auspuffrohre und Auspufftopf
Die Auspuffanlage vom Sammler bis zum Endtopf war freigestellt, mit der Einschränkung, dass die Dämpfung des Aufpuffgeräusches bei Veranstaltungen auf öffentlichen Straßen in den Grenzen liegen musste, die in dem betreffenden Land, wo die Veranstaltung stattfand, galten.

#### Dichtungen
Dichtungen konnten weggelassen werden oder durch andere ersetzt werden.

#### Schmiersystem
Die Ölwanne konnte ersetzt werden oder geändert, auch wenn dadurch das Fassungsvermögen sich änderte.
Die Ölpumpe war freigestellt, allerdings nicht die Anzahl der Ölpumpen. Ebenfalls waren Ölkühler und Ölfilter freigestellt, auch was Anzahl, Fassungsvermögen und Art betraf.

#### Nockenwellen und Ventilantrieb
Die Nockenwellen und der Ventilantrieb waren freigestellt. Anzahl, Lage und Antriebssystem der Nockenwelle(n) musste beibehalten werden. Die Ventilfedern unterlagen keinerlei Beschränkungen, auch nicht der von Anzahl und Art (siehe auch Federn).

#### Kolben, Kolbenbolzen und Kolbenringe
Kolben, Kolbenringe und Kolbenbolzen waren freigestellt.

### Kraftübertragung

#### Getriebe
Die Zahl der Getriebegänge durfte nicht geändert werden; die Einzelübersetzungen waren freigestellt. „Die Freistellung der Abstufung bezieht sich sowohl auf die Haupt- und Nebenwelle als auch auf die Zahnräder und Lager.“ Auch die Ausführung und Lage des Schalthebels waren freigestellt.

#### Ausgleichsgetriebe
Die Übersetzung der Antriebsachse war freigestellt. Es bestand keine Beschränkung der Aufhängung. „Ein selbsthemmendes Differential – kein Sperrdifferential – kann eingebaut werden, vorausgesetzt, daß es in das vorhandene Antriebsgehäuse paßt, ohne daß Veränderungen die über den Absatz a) hinausgehen, vorgenommen werden müssen.“ Die Antriebswelle (Kardanwelle) zwischen Getriebe und Differential war freigestellt.

### Fahrwerksaufhängung
Die Originalteile der Aufhängung zu verändern war zulässig, auch der Einbau eines Stabilisators. Der ursprüngliche Stabilisator konnte durch einen anderen ersetzt werden. Hierbei war auch zulässig, dass der Stabilisator andere Funktionen in der Aufhängung (Rad- und Achsführung) übernahm. Auch die Zahl der Stabilisatoren war freigestellt.
Gelenkverbindungen mit abweichendem Material oder in unterschiedlicher Ausführung gegenüber dem Original konnten verbaut werden.
Bei einer Starrachse war es erlaubt, Verankerungspunkte und Führungselemente hinzuzufügen.

### Aufhängung

#### Federn und Stoßdämpfer
„Bezüglich der Federn besteht völlige Freiheit unter der Bedingung, daß die Ausführung der Federn beibehalten wird. Indessen darf die Montage keine Änderung von mechanischen Teilen über die in Artikel 260a erwähnten Grenzen hinaus nach sich ziehen, ebenso keine Veränderung der Karosserie oder des Fahrgestells. Zusatzfedern sind erlaubt.“
Unter „Ausführung“ war gemeint, dass eine Schraubenfeder eine Schraubenfeder bleiben musste und nicht durch eine Blatt- oder Torsionsfeder ersetzt werden durfte.
Weitgehende Freiheit bestand auch bezüglich der Stoßdämpfer, vorausgesetzt, dass kein mechanisches Teil über die in Artikel 260a erlaubten Grenzen hinaus geändert wurde. Es durften Stützpunkte am Fahrwerk und an den Aufhängungselementen hinzugefügt werden.

### Lenkung
Vorausgesetzt, dass das originale Lenkgehäuse verwendet wurde, war die Lenkübersetzung freigestellt.

### Räder und Felgen
Räder und Felgen waren freigestellt, vorausgesetzt, dass ihre Montage in Übereinstimmung mit Artikel 255 d) erfolgen konnte und die Breite der bereiften Räder je nach Hubraum die anschließend tabellarisch aufgeführten Werte nicht überschritt:
- bis 1300 cm³ → 9 Zoll
- bis 1600 cm³ → 10,5 Zoll
- bis 2000 cm³ → 11,5 Zoll
- bis 3000 cm³ → 13 Zoll
- bis 5000 cm³ → 14 Zoll
- bis 6000 cm³ → 15 Zoll
- über 6000 cm³ → 16 Zoll

Alle vier Räder eines Wagens mussten den gleichen Durchmesser aufweisen (Artikel 252 l).
Das Reserverad konnte an beliebiger Stelle angebracht werden, nur nicht innerhalb des Fahrgastraumes.
Wegen Problemen mit der Ermüdungsfestigkeit von Radschüsseln wurde empfohlen, von den Felgen-Herstellern Sicherheitsgarantien zu fordern.

### Federn
Jede Feder, die in einem Fahrzeug verbaut wurde, darf verändert oder gegen eine andere ausgetauscht werden.

### Weitere Punkte
- Der Kraftstoffbehälter und der Wasserkühler waren weitgehend freigestellt.
- Der Einbau eines Zweikreis-Bremssystems war erlaubt. Die Bremsflächen von Scheiben und Trommeln mussten beibehalten werden. Wie in der Gruppe 1 waren die Beläge freigestellt.
Der Umbau von Trommel- auf Scheibenbremsen oder umgekehrt war nicht erlaubt!
- Dämm-Matten oder sonstige Dämm-Materialien durften entfernt werden.

### Wahlweise Ausrüstung
Eine Homologation einer wahlweisen Ausrüstung war nur möglich, wenn diese ohne weiteres bei dem Hersteller oder seinen Niederlassungen für jedermann, der sie erwerben wollte, verfügbar und käuflich war. Sie musste in der Ersatzteilliste für das betreffende Modell eindeutig gekennzeichnet sein. Dies galt für das Grundmodell, das im ersten Modelljahr verkauft wurde, und in dieser Form homologiert worden war.

## Varianten und Nachhomologationen
Unter den folgenden Punkten werden die Änderungen und Varianten aufgeführt, die vom Hersteller in die Serie oder Teile davon einflossen. Die weiter oben stehenden Punkte gelten für Einzelautos.

### Mindeststückzahl 100
Für folgende Änderungen war eine gesamte Mindestjahresproduktion von 100 Einheiten nötig:
- verstärkte Aufhängungsteile, wenn sie gegen das Originalteil vollständig austauschbar sind und wenn die Drehpunkte an ihrem ursprünglichen Platz verbleiben
- verstärkte Fahrgestell-Einzelteile
- alle Fahrgestellteile, die mit Nieten oder Bolzen am Fahrgestell angebracht waren, mussten durch ein verstärktes Teil entfernt oder ersetzt werden können, ohne abgeschnitten oder geschweißt zu werden
- Getriebe: solche mit einer unterschiedlichen Anzahl von Gängen eingeschlossen
- Untersetzungsgetriebe (overdrive)
- Unterschiedliche Lenkungsgehäuse
- Unterschiedliche Gelenk- und Antriebswellen
- Pleuelstangen mussten aus dem gleichen Material bestehen wie das Original
- Kupplungen und Schwungscheiben
- Gehäuse für Kupplung, Getriebe und Differential
- Zylinderkopf aus anderen Materialien und/oder in anderer Form, die Anzahl der Nockenwellen und deren Anordnung und die Anzahl der Ventile pro Zylinder mussten unverändert bleiben
- Kurbelwelle mussten aus dem gleichen Material bestehen wie das Original
- andere Lagerdeckel
- Trockensumpfschmierung
- Erleichterte Karosseriebauteile, wie Seitenscheiben aus Plexiglas, Türen aus Aluminium, Motorhaube aus Fiberglas usw. – das auf dem Testblatt angegebene Gewicht des Fahrzeuges musste aber eingehalten werden

### Ohne Mindeststückzahl
Die folgenden Änderungen konnten ohne eine Mindestproduktion homologiert werden:
- Unterschiedliche Armaturenbretter
- Unterschutzvorrichtungen, die den aerodynamischen Widerstand nicht merklich verbesserten
- Kotflügelverbreiterungen bis 5 cm je Wagenseite
- Unterschiedliche Bremsen mit angepassten Radnaben

### Nicht erlaubte Varianten
Änderungen oder wahlweise Ausstattungen, die direkt oder indirekt die Motorleistung und das Fahrverhalten beeinflussten, konnten nur homologiert werden, wenn mindestens 1000 Fahrzeuge mit dieser Ausstattung ausgerüstet in 12 Monaten hergestellt wurden. Das kam praktisch einer Neuhomologation gleich.
Bei Anwendung für die Gruppe 4 musste sich die erforderliche Mindestproduktion 500 Fahrzeuge belaufen.

### Hubraumklassen
Innerhalb der Gruppe 2 wurden die Fahrzeuge nach Hubraumklassen unterteilt. Gebräuchlich waren die Klassen
- unter 600 cm³
- über 600 bis 700 cm³
- über 700 bis 850 cm³
- über 850 bis 1000 cm³
- über 1000 bis 1150 cm³
- über 1150 bis 1300 cm³
- über 1300 bis 1600 cm³
- über 1600 bis 2000 cm³
- über 2000 cm³[4]

Die Hubraumklassen spiegeln die Verteilung der Straßenfahrzeuge in der damaligen Zeit wider. Tatsächlich wurden auch die Klassen unter 600 cm³ und über 2000 cm³ im Reglement unterteilt; die vorstehende Beschränkung entsprach aber den Gegebenheiten auf der Rennstrecke.

## Bekannte Gruppe-2-Wagen
In dieser Liste werden die Wagen aufgeführt, die nur in der Tuningstufe Gruppe 2 chancenreich im Motorsport eingesetzt werden konnten. Darüber hinaus auch die Autos, die wegen der Stückzahl lediglich in der Gruppe 2 homologiert waren:
- BMW 3.0 CS/CSL
- Fiat-Abarth 695 SS
- Fiat-Abarth 850 TC (TC steht für Touring Corse)
- Fiat-Abarth 1000 TC
- Fiat-Abarth 1000 TCR (nochmals gesteigerte Version)
- Ford Escort
- Ford Capri Dieses Modell wurde durch umfangreiche Nachhomologationen zu einem nahezu unbesiegbaren Wettbewerber.[6]
- NSU TT (bis 1300 cm³)
- NSU TTS (bis 1000 cm³)
- Steyr-Puch 650 TR II

Einsatzgebiet der Gruppe-2-Autos waren nahezu alle Varianten des Motorsports, vom Bergrennen über Slalom zu Rundstreckenrennen und natürlich auch Rallyes. In den ersten Jahren der Deutschen Rennsport-Meisterschaft wurde diese mit Gruppe-2-Autos ausgetragen.